# Скленарикова, Адриана
Адриа́на Скле́нарикова (словац. Adriana Sklenáriková; род. 17 сентября 1971, Брезно, Среднесловацкий край) — словацкая супермодель.

## Карьера
Благодаря своей красоте и высокому росту она быстро привлекла внимание нью-йоркского модельного агентства Next и миланского Elite Modeling. И хотя настоящий успех посетил Адриану, когда её выбрали Wonder Bra Girl (рус. мисс лучший бюстгальтер) для компании Wonder Bra, она уже успела сняться во множестве рекламных роликов.
В начале карьеры работала в агентствах Next (Нью-Йорк) и Elite Modeling (Милан). Вот список компаний, которые представляла Адриана Скленарикова: Byron Lars, Laura Biagiotti, Levante Hosiery, Love Sex Money, Onyx Jeans, Peroni Beer, Red Point, Roberto Cavalli.
В качестве актрисы Адриана появилась в нескольких фильмах, включая «Астерикс на Олимпийских играх» (2008).
В 2000 году Адриана была включена в Книгу рекордов Гиннесса как обладательница самых длинных ног среди женщин. Длина её ног (от поясницы до пяток) составляет 125 см.

### Личная жизнь
Адриана проживала в Мадриде со своим мужем, футболистом Кристианом Карамбё. Этот брак был событием 1998 года в Испании, так как Адриана — одна из самых известных манекенщиц Европы, а её муж — гордость национального футбола во Франции, ставшей в тот год чемпионом мира. 9 марта 2011 года в интервью французскому журналу Paris Match Адриана сказала, что расстаётся с мужем.
14 июня 2014 года в Марокко вышла замуж за армянского бизнесмена Арама Оганяна, с которым встречалась несколько лет.